# Condado de Kexholm

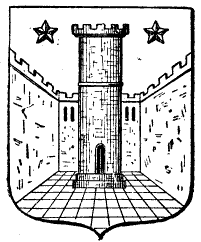
brasão

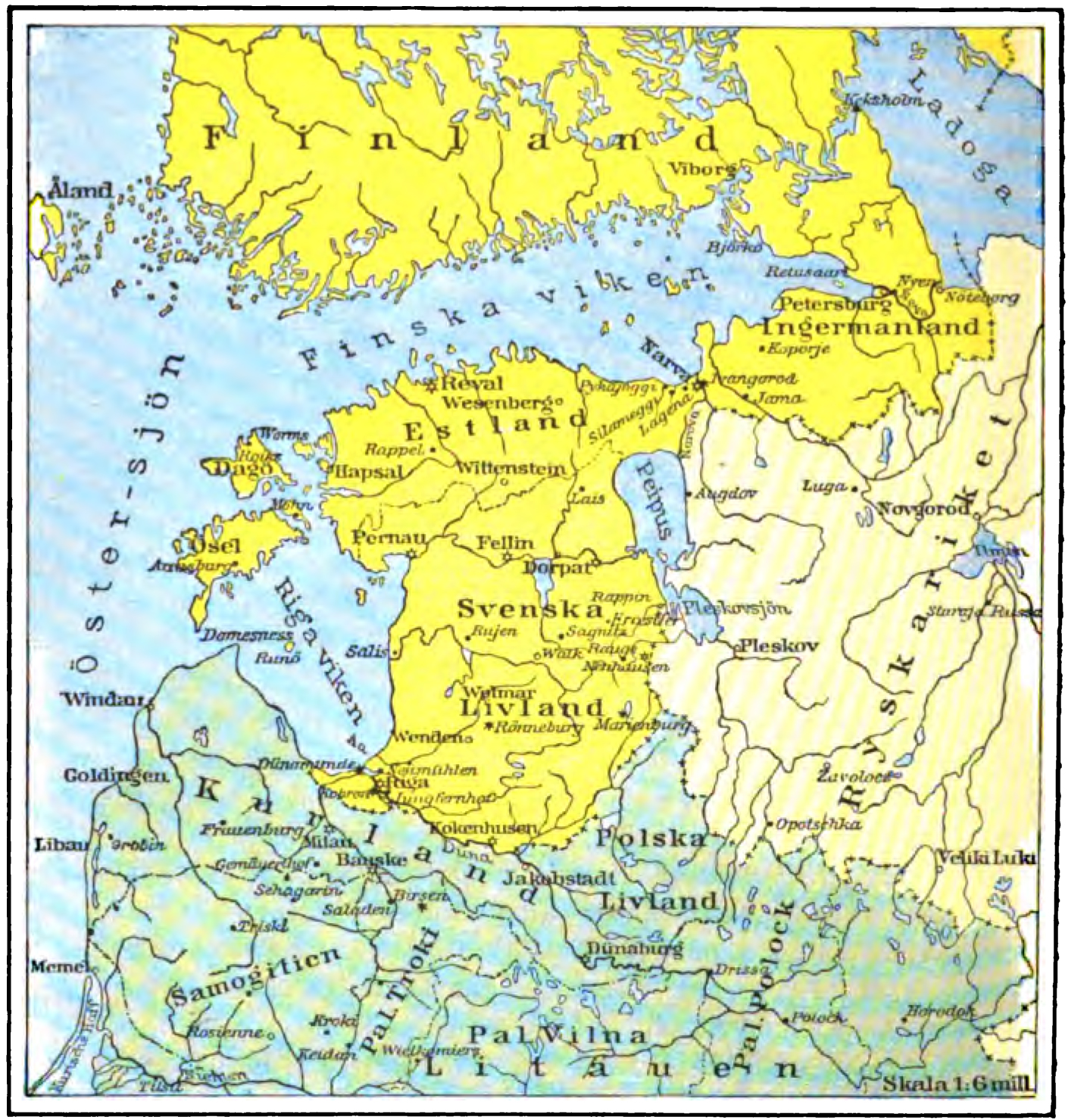
Províncias do Império Sueco ao redor do Golfo da Finlândia no século XVII.

O Condado de Kexholm (em sueco:  Kexholms län, em finlandês:  Käkisalmen lääni) foi um condado do Império Sueco de 1634 a 1721, quando sua parte sul foi cedida ao Império Russo pelo Tratado de Nystad.
O condado foi cedido a Suécia pela Rússia junto com o ducado da Íngria pelo Tratado de Stolbovo em 1617. O condado estendia-se desde as paróquias de Lieksa ao norte e Hyrsylä a Leste. Ao sul, o condado fazia divisa com o Condado de Viborg e Nyslott.
Depois da Grande Guerra do Norte, em 1721, partes do sul do condado foram cedidas a Rússia e o território remanescente foi reconstituído no Condado de Savolax e Kymmenegård (em sueco:  Savolax och Kymmenegårds län, em finlandês:  Savonlinnan ja Kymenkartanon lääni), juntamente com o que sobrou do Condado de Viborg e Nyslott. Em 1743, após um novo conflito, outra parte do sul foi cedida à Rússia pelo Tratado de Åbo. Juntos, os territórios cedidos tornaram-se parte do Governorado de Vyborg, que também ficou conhecido como Velha Finlândia.
Após a vitória russa na Guerra Finlandesa em 1809, o Reino da Suécia cedeu todo o seu território na Finlândia à Rússia pelo Tratado de Hamina, onde veio  constituir um grão-ducado separado. Em 1812, a Rússia incorporou o Governorado de Vyborg ao novo Grão-Ducado da Finlândia.
A capital do condado era  Kexholm (em finlandês:  Käkisalmi, careliano: Karjala), que hoje é Priozersk.